# José Pedro Aguiar-Branco
José Pedro Correia de Aguiar-Branco (Lordelo do Ouro, Porto, 18 de julho de 1957) é um advogado e político português. Desde 27 de março de 2024 ocupa o cargo de 16.º presidente da Assembleia da República. No mesmo dia tomou posse como conselheiro de Estado, cargo que detém por inerência. Foi ministro da Justiça do XVI Governo (2004-2005), ministro da Defesa Nacional dos XIX e XX Governos (2011-2015), tendo sido ainda deputado à Assembleia da República e membro do Conselho Superior da Magistratura.

## Biografia

### Atividade profissional
Licenciou-se em Direito na Faculdade de Direito da Universidade de Coimbra em 1980.
Admitido na Ordem dos Advogados em 1982, integrou a sociedade de advogados iniciada pelo seu pai (o advogado Fernando Aguiar-Branco), a Aguiar-Branco & Associados. Posteriormente, fundaria no Porto a sua própria sociedade de advogados, a JPAB & Associados, com escritório também em Lisboa.
Além de advogado, tem atuado como árbitro em diversos centros de mediação e foi presidente das assembleias-gerais de sociedades comerciais como a Semapa, a Portucel e a Impresa, entre outras.
Exerceu os cargos de vice-presidente da Associação Nacional de Jovens Advogados Portugueses (1988-1991), presidente do Conselho Distrital do Porto da Ordem dos Advogados (2002-2004) e membro do Conselho Superior da Magistratura (2000-2004).

### Atividade política
José Pedro Aguiar-Branco despertou para a política no período imediatamente subsequente ao 25 de abril de 1974. Militante da Juventude e do Partido Social Democrata, exerceu diversas funções no seio destas estruturas — foi membro do Conselho Nacional da JSD (1977-1984), do Conselho de Jurisdição (1976 e 1995-1997), do Conselho Nacional (1982-1984 e 1988-1990) e da Comissão Política (1996-1998 e 2007-2010) do PSD.
Por três vezes Aguiar-Branco foi nomeado membro de governos formados pelo PSD — foi ministro da Justiça no XVI Governo Constitucional de Pedro Santana Lopes e, posteriormente, ministro da Defesa Nacional nos dois governos (XIX e XX) de Pedro Passos Coelho. É o autor de várias reformas no setor da Defesa, incluindo a reforma do Colégio Militar. Responsável pelo encerramento do Instituto de Odivelas.
Pelo PSD, Aguiar-Branco foi ainda eleito para funções autárquicas e parlamentares; foi presidente da Assembleia Municipal do Porto (2005-2009) e deputado à Assembleia da República (2005-2019), onde chegou a líder do grupo parlamentar do seu partido (2009-2010), depois da saída de Paulo Rangel.
Em 2010, Aguiar-Branco concorreu a presidente do PSD com Paulo Rangel, Pedro Passos Coelho e Castanheira Barros, tendo ficado em 3.° lugar.
Eleito deputado nas eleições legislativas de 2024, foi no dia 27 de março de 2024 eleito presidente da Assembleia da República.

### Condecorações[4]
- Excelentíssimo Senhor Grã-Cruz da Real Ordem de Isabel a Católica de Espanha[5] (19 de fevereiro de 2018)
- Grande-Oficial da Ordem da Estrela da Roménia (28 de fevereiro de 2018)
- Medalha da Ordem do Mérito da Polónia (28 de fevereiro de 2018)[6]
- Grã-Cruz da Ordem do Mérito da Lituânia (9 de novembro de 2019)[6]